# Кристалохимия
'Кристалохимията' (произходът на думата е от гръцки) е наука за връзката между химичния състав, кристалната структура и физикохимичните свойства на кристалите. Това е един от основните раздели на кристалографията. Главни задачи на кристалохимията са:
- Определяне принципите на пространственото разположение на йоните, атомите или молекулите в кристалната рашетка;
- Типовете химични връзки в кристалите;
- Големината на йонните и атомни редусии;
- Структурата на кристалите;
- Връзката между структурата и физикохимическите свойства на кристалите, което от своя страна позволява синтезиране на твърди тела с предварително зададени свойства, и др.;

В много случаи паралелно с определянето на кристалната структура се установява и точните химични формули на съединенията. Кристалохимията се развива главно след откриването на дифракцията на ренгтеновите лъчи в кристалите (1912 г.) и във връзка с развитието на методите за разшифроване на кристалните структури.